# 厄尔扬·佩尔松
厄尔扬·佩尔松（瑞典語：Örjan Persson，1942年8月27日—），瑞典男子足球运动员，司职中场。他曾代表瑞典国家队参加1970年和1974年国际足联世界杯，其中1970年世界杯止步第一轮，1974年世界杯止步第二轮。